# 루도비코 루도비시
루도비코 루도비시(이탈리아어: Ludovico Ludovisi, 1595년 10월 22일 또는 27일 – 1632년 11월 18일)는 이탈리아의 추기경이자, 로마 가톨릭 교회의 정치가이다. 그는 로마의 빌라 루도비시에 소장되어 있는 유명한 골동품 컬렉션을 구성한 예술 감정가였다.

## 생애
루도비코 루도비시는 당시 교황령의 일부였던 볼로냐에서 오라치오 루도비시와 라비니아 알베르 가티의 아들로 태어났다. 삼촌 알레산드로 루도비시의 발자취를 따라 로마의 예수회 콜레지오 게르마니코에서 교육을 받았고, 볼로냐 대학교로 진학하여 1615년 2월 25일 교회법으로 박사 학위를 받았다.

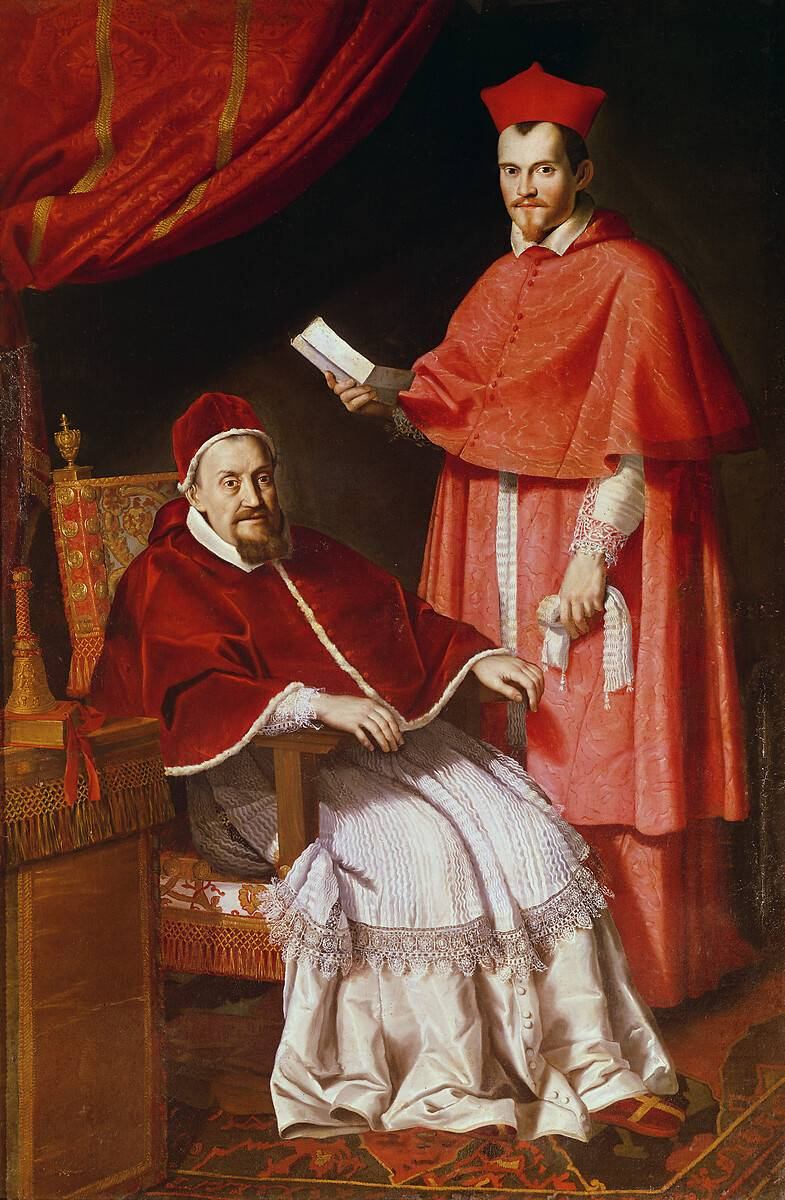
교황 그레고리오 15세는 전례 없는 수입과 권위를 가진 조카 추기경 루도비코 루도비시와 함께 일가디날레 파드론(보스 추기경)으로 알려졌다.

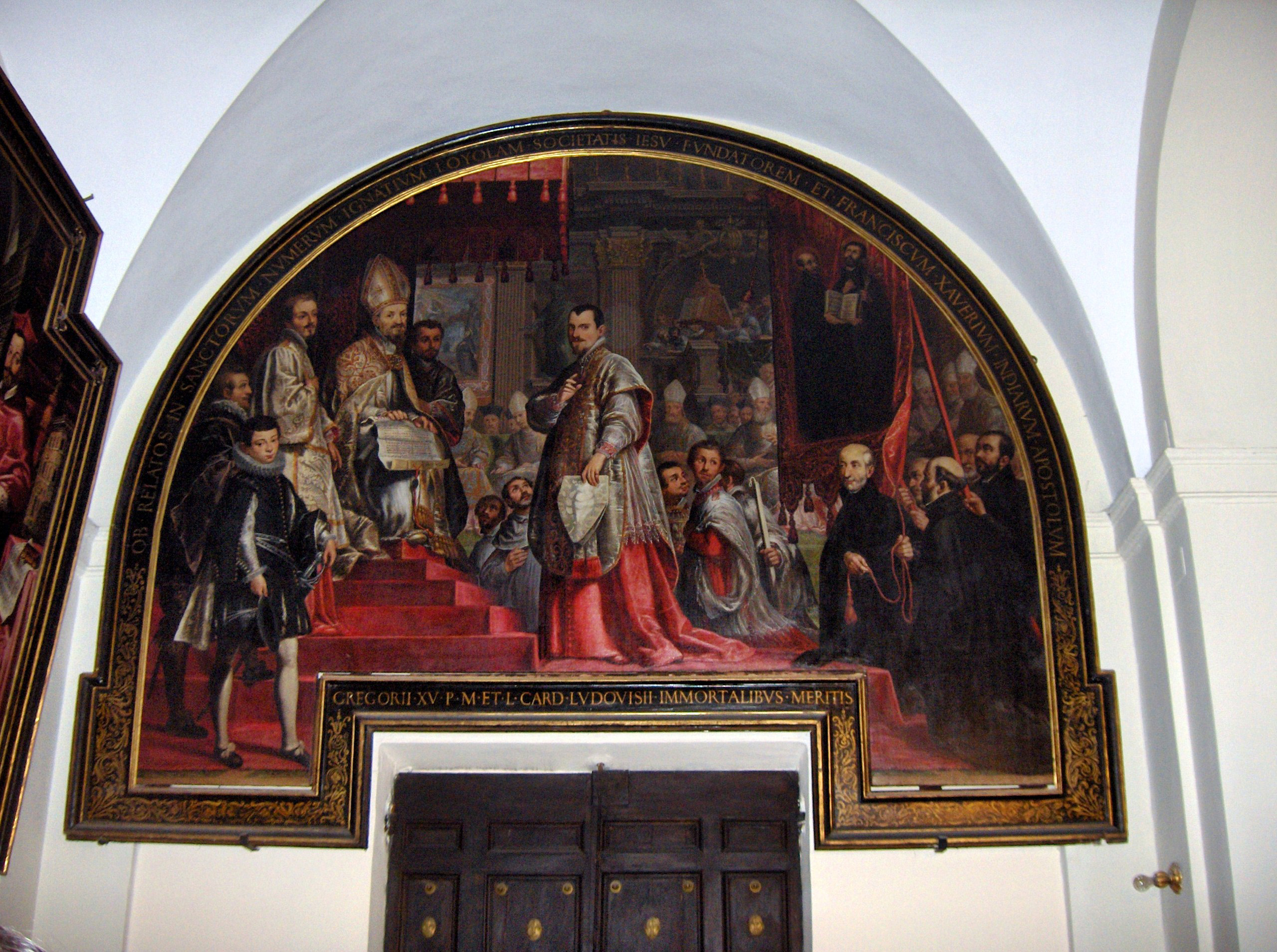
교황 그레고리오 15세와 그의 루도비코 루도비시 조카 추기경

알레산드로 루도비시가 그레고리우스 15세라는 이름으로 교황으로 추대되었을 때 루도비코는 25세에 불과했지만, 대관식 다음 날 추기경이 되었다. 그 다음 달에 그는 로마에 남아 있었지만, 볼로냐의 대주교가 되었다. 그의 삼촌은 그의 판단력과 에너지를 크게 믿었고 교황령을 다스리는 데 도움이 될 강력하고 유능한 조수가 필요했다 (교황은 결국 60대 후반이었다). 같은 날, 루도비코의 아버지인 오라치오 루도비시는 교황청 군대의 지휘관이 되었다. 그레고리 15세는 조카에게 실망하지 않았다. 가톨릭 백과사전이 반대하는 바와 같이:

루도비코는 가능한 모든 방법으로 가족의 이익을 도모했지만, 교회의 복지를 위해 자신의 뛰어난 재능과 큰 영향력을 사용했으며, 진심으로 교황에게 헌신했다.

그는 1621년 페르모와 1621~1623년 아비뇽에 사절로 파견되었다. 그는 잠시 신성 로마 교회의 교황 궁무처장으로 재직했다 (1621년 4월 19일부터 1623년 6월 7일까지).
1623년 8월, 루도비시는 교황 우르바노 8세를 선출한 교황 콘클라베에 참여했다. 새 교황의 가족과의 갈등으로 루도비시는 로마를 떠나야 했다.
그러나 그는 신의 선전 (1622~1632)의 신성한 자문의 지사이자 신성 로마 교회의 부총장 (1623~1632)으로 계속 일했다. 그는 1632년 볼로냐에서 사망했다.

## 예술 후원자
루도비시 추기경은 감정가이자 예술 후원자로 기억된다. 그는 장 로렌조 베르니니가 그의 건축가였던 예수회 산티냐시오 성당 (로마)와 루도비시궁(현재 몬테치토리오궁)의 건축 비용을 지불했다. 그는 개인 소유주들과 트라스폰티나에 있는 산타 마리아의 카르멜회 형제들과 함께 포도원과 작은 부지를 소유한 카르멜회 형제들과 함께 포르타 핀치아나 근처 몬테 핀시오에 있는 광대한 정원과 건물의 복합 단지인 빌라 루도비시를 소위 ‘정원’이라고 불렀다. 율리우스 카이사르와 그의 후계자 아우구스투스가 별장을 소유했던 장소에 살루스트의 “1622년의 놀라운 발견인 루도비시 아레스는 컬렉션에 빠르게 반영되었다. 그는 알레산드로 알가르디를 고용하여 빌라 자체에서 발굴된 다른 유물을 복원했다. 조각품은 베르니니에 의해 가볍게 복원되었고 추기경의 갤러리에서 다잉 골(Dying Gaul)와 합류했다. 루도비시 컬렉션은 알템스 추기경 컬렉션에서 구입하여 확장되었으며, 모두 정원으로 둘러싸인 화려한 빌라 루도비시에 보관되어 있다. 게르치노는 별장에서 프레스코를 그렸고 추기경 루도비시의 가문 시인은 알레산드로 타소니였다.
빌라의 카지노에서 루도비시 추기경은 카를로 마데르노를 고용하여 언덕 위의 단순한 집을 재건했다. 카지노의 작은 1층 갤러리에서 게르치노는 그의 오로라의 전차(1621-1623)로 천장을 프레스코화했다. 로마의 가장 유명한 그림 장식 중 하나로 남아 있다.
1645년에는 그의 사촌인 니콜로 알베르가티-루도비시가 추기경이 되었다.